# Landratsamt Garmisch-Partenkirchen

Landratsamt Garmisch-Partenkirchen, Gebäude Achenfeldstraße 7 (ehemalige Villa)

Das Landratsamt Garmisch-Partenkirchen ist Sitz der Kreisverwaltung des Landkreises Garmisch-Partenkirchen im Markt Garmisch-Partenkirchen in Oberbayern. Zwei Häuser der Gebäudegruppe sind auf Basis des Denkmalschutzgesetzes vom 1. Oktober 1973 Baudenkmäler, die Akten-Nummer für das Haus in der Achenfeldstraße lautet D-1-80-117-295 und für das Haus in der Olympiastraße D-1-80-117-193.

## Achenfeldstraße 7

Landratsamt Garmisch-Partenkirchen, Gebäude Olympiastraße 10 (ehemaliges Bezirksamt)

Das Gebäude ist ein Satteldachbau im alpenländischen Landhausstil. Es ist asymmetrisch gegliedert und besitzt ein Rundbogenportal, einen Obergeschoss-Balkon, Eckerker und eine Giebellaube. Es wurde 1905 als Wohn- und Bürogebäude von Johann Ostler errichtet. Die wandfeste Innenausstattung ist zum Teil in Jugendstilformen gehalten. Das Haus ist jetzt Teil des Landratsamt Garmisch-Partenkirchen.
Standort des Gebäudes

## Olympiastraße 10
Das Gebäude ist ein vornehmer Mansarddachbau. Errichtet wurde es 1915 in Formen eines frühklassizistischen Palais. Das Haus ist jetzt Teil des Landratsamt Garmisch-Partenkirchen.
Standort des Gebäudes